# Camilla Labate
Camilla Labate (Marino, 2 maggio 1999) è una calciatrice italiana, attaccante della Ternana.

## Biografia
Nel 2023 si è laureata in Scienze motorie presso l'Università di Parma.

## Carriera

### Club
Dopo aver vestito la maglia giallorossa della formazione Giovanissime della Res Roma come prestito, Camilla Labate passa alla squadra che partecipa al Campionato Primavera di categoria sotto la responsabilità tecnica di Roberto Piras e nella quale, al termine della stagione 2014-2015, ottiene il primo scudetto Primavera della società.
Grazie alle prestazioni offerte nelle giovanili, Fabio Melillo la inserisce in rosa nella formazioni titolare facendola debuttare in Serie A il 3 maggio 2014, alla 29ª giornata della stagione 2013-2014, nella partita persa per 0-3 con il Brescia, rilevando al 79' il capitano Vanessa Nagni.
In seguito viene utilizzata prevalentemente nella formazione Primavera con la quale bissa lo scudetto al termine della stagione 2015-2016
Nell'estate 2019 si trasferisce al Sassuolo, rimanendo in Serie A.
Dopo una stagione passa al San Marino, neopromosso nella massima serie italiana.
A gennaio 2021 scende in Serie B, alla Lazio.

### Nazionale
Dopo essere stata convocata per gli stage nelle formazioni Under-15 e Under-16, nel corso del 2015 il responsabile tecnico della nazionale Under-17 Enrico Sbardella la inserisce in rosa nella formazione che partecipa alla fase di qualificazione all'edizione 2016 del campionato europeo di categoria. Labate fa il suo debutto con la maglia delle Azzurrine il 28 settembre di quell'anno, nella partita dove l'Italia si impone per 5-0 sulle avversarie pari età della Bosnia ed Erzegovina.
Nel corso del torneo realizza la sua prima marcatura siglando, al 18', la seconda rete nell'incontro in cui il 30 settembre le Azzurrine superano per 4-0 le pari età della Repubblica di Macedonia.

## Palmarès

### Club
- Campionato italiano di Serie B: 2

Lazio: 2020-2021
Ternana: 2024-2025

### Competizioni giovanili
- Campionato Primavera: 3

Res Roma: 2014-2015, 2015-2016